# Jordan Haj
Jordan Haj Hossein (* 1. října 1988 Praha) je český muzikant, herec a režisér a scenárista hudebních videoklipů Jiřího „Kapitána Dema“ Buriana.
Haj se narodil v Československu matce Češce a otci palestinskému Arabovi žijícímu v Izraeli, jeho rodiče se spolu seznámili při studiích medicíny v Praze. Do svých necelých deseti let vyrůstal s rodiči v Karlových Varech, posléze se přestěhoval se svým otcem do severoizraelského Akka, odkud se definitivně odstěhoval nazpět do rodného Česka, aby v roce 2010 nastoupil na pražskou DAMU na obor Herectví činoherního divadla. Roku 2015 studium úspěšně ukončil.

## Život

### Dospívání v Izraeli
Od svých necelých deseti let do ukončení středoškolského vzdělání žil v severoizraelském Akku, kam se přestěhoval společně se svým arabským otcem za nemocným dědečkem. Akko dle svých slov vnímá jako „historické místo a největší díru planety, kde se rodí ti nejhloupější a nejméně kulturní lidé.“ Jeho otec byl „arabský ateista, svým chováním a kulturou evropštější než má Evropan“, který se z Izraele do Československa odstěhoval v osmnácti letech, kde vystudoval medicínu a poté zde i „dvacet let“ pracoval.
Tak aby Haj nemusel v Izraeli docházet do jedné ze škol spravovaných Araby, které Hajovu otci připadaly jako příliš konzervativní a nesekulární pro jeho výchovu, přihlásil jej na „židovské“ gymnázium v Kibucu, o kterém se náhodou dozvěděl. Sám Haj to považuje za svou „záchranu“ a kibucové gymnázium pro něj bylo „woodstockou bublinou uvnitř izraelské reality.“
Haj vnímá izraelskou společnost a své dospívání v ní převážně negativně, dle jeho partnerky Emmy Smetany, s kterou má dcery Lennon Marlene a Ariel Ava, Haj „do Prahy přijel před šesti lety, aby se vyhnul vojenské službě. Nechtěl se podílet na permanentní válce, co v té oblasti probíhá. Navíc se tam necítil dobře. Má palestinského tatínka a českou maminku. Je Arab, který neumí arabsky, ale chodil do židovské školy. Chtěl se také věnovat herectví, což by měl v Izraeli, který se podle Jordyho nechová úplně demokraticky, jako nežid složité.“ Sám Haj popisuje, že se v Izraeli cítil jako „Arab, co moc neumí arabsky, zato mluví plynně hebrejsky, má dlouhé vlasy, poslouchá hebrejskou hudbu, ale do armády, kam všichni musí, se mu nechce, protože přece nebude střílet na Araby ve jménu sionismu.“ O Izraeli a o svém rozhodnutí navrátit se do Prahy dále uvádí: „Nemohl jsem se začlenit mezi Araby a nemohl jsem se začlenit do židovského dospělého života a navíc jsem fakt miloval Lennona a všechno mě odrazovalo od představ šťastné budoucnosti v tolik nenávistné izraelské realitě, a tak jsem se rozhodl, že zkusím pro své mládí bezstarostnou Prahu.“

## Tvorba

### Filmografie (výběr)
Filmy
- 2013 Případ pro Rybáře
- 2013 Colette
- 2014 Šťastná
- 2015 Kontrakt ( Studentský film)
- 2020 Alpha Code
- 2021 Přání k Ježíškovi
- 2022 Vražedné stíny ( Tv Film)
- 2023 Jak přežít svého muže
- 2024 Výjimečný stav
- 2024 Vrána
- 2024 Nosferatu

#### TV seriály
- Cesty domů (2010)
- Vyprávěj (2012, 2013)
- Gympl s (r)učením omezeným (2013)
- 1864 (2014)
- Až po uši (2014)
- Clona (2014)
- Na vodě (2016)
- Polda (2021)
- Evropské kmeny (2023)
- Extraktoři (2023)
- Ordinace v růžové zahradě 2 (2023)
- Záhadné případy (2024)

### Diskografie
- By Now (2022) – s Emmou Smetana
- The Ultimate Playlist for the End of the World (2024)